# Fizelyita
La fizelyita és un mineral de la classe dels sulfurs que pertany al grup de la lillianita. Rep el nom per Sándor Fizély (1856-1918), enginyer de mines hongarès, qui va descobrir el mineral.

## Característiques
La fizelyita és una sulfosal de fórmula química Ag₅Pb14Sb21S48. Cristal·litza en el sistema monoclínic. La seva duresa a l'escala de Mohs és 2.
Segons la classificació de Nickel-Strunz, la fizelyita pertany a «02.JB: Sulfosals de l'arquetip PbS, derivats de la galena, amb Pb» juntament amb els següents minerals: diaforita, cosalita, freieslebenita, marrita, cannizzarita, wittita, junoïta, neyita, nordströmita, nuffieldita, proudita, weibul·lita, felbertalita, rouxelita, angelaïta, cuproneyita, geocronita, jordanita, kirkiïta, tsugaruïta, pillaïta, zinkenita, scainiïta, pellouxita, chovanita, aschamalmita, bursaïta, eskimoïta, gustavita, lil·lianita, ourayita, ramdohrita, roshchinita, schirmerita, treasurita, uchucchacuaïta, ustarasita, vikingita, xilingolita, heyrovskýita, andorita IV, gratonita, marrucciïta, vurroïta i arsenquatrandorita.

## Formació i jaciments
Va ser descoberta a la mina Herja, a la localitat de Chiuzbaia, dins de Baia Mare (Maramureș, Romania). Tot i tractar-se d'una espècie poc habitual ha estat descrita en tots els continents del planeta a excepció de l'Antàrtida.